# František Benhart
František Benhart, češki slavist, predavatelj in akademik, * 10. september 1924, † 25. december 2006.
Benhart je bil dopisni član Slovenske akademije znanosti in umetnosti (od 1985) in častni član Društva slovenskih književnih prevajalcev (od 1977).